# Wilder (Minnesota)
Wilder es una ciudad ubicada en el condado de Jackson en el estado estadounidense de Minnesota. En el Censo de 2010 tenía una población de 60 habitantes y una densidad poblacional de 28,74 personas por km².

## Geografía
Wilder se encuentra ubicada en las coordenadas 43°49′48″N 95°12′29″O / 43.83000, -95.20806. Según la Oficina del Censo de los Estados Unidos, Wilder tiene una superficie total de 2.09 km², de la cual 2.07 km² corresponden a tierra firme y (0.99%) 0.02 km² es agua.

## Demografía
Según el censo de 2010, había 60 personas residiendo en Wilder. La densidad de población era de 28,74 hab./km². De los 60 habitantes, Wilder estaba compuesto por el 100% blancos, el 0% eran afroamericanos, el 0% eran amerindios, el 0% eran asiáticos, el 0% eran isleños del Pacífico, el 0% eran de otras razas y el 0% pertenecían a dos o más razas. Del total de la población el 0% eran hispanos o latinos de cualquier raza.